# Austrian Open 1999 - Qualificazioni singolare
Le qualificazioni del singolare  dell'Austrian Open 1999 sono state un torneo di tennis preliminare per accedere alla fase finale della manifestazione. I vincitori dell'ultimo turno sono entrati di diritto nel tabellone principale. In caso di ritiro di uno o più giocatori aventi diritto a questi sono subentrati i lucky loser, ossia i giocatori che hanno perso nell'ultimo turno ma che avevano una classifica più alta rispetto agli altri partecipanti che avevano comunque perso nel turno finale.
Le qualificazioni del torneo Austrian Open 1999 prevedevano 24 partecipanti di cui 6 sono entrati nel tabellone principale.

## Teste di serie
1. Wayne Arthurs (Qualificato)
2. Carlos Costa (primo turno)
3. Andrej Čerkasov (Qualificato)
4. Álex Calatrava (Qualificato)
5. Marc-Kevin Goellner (primo turno)
6. Francisco Cabello (Qualificato)

1. Dušan Vemić (ultimo turno)
2. Herbert Wiltschnig (Qualificato)
3. Philipp Mullner (primo turno)
4. Assente
5. Steven Randjelovic (Qualificato)
6. Andrei Rybalko (primo turno)

## Qualificati
1. Wayne Arthurs
2. Steven Randjelovic
3. Andrej Čerkasov

1. Álex Calatrava
2. Herbert Wiltschnig
3. Francisco Cabello

## Tabellone

### Legenda
| - Q = Qualificato - WC = Wild card - LL = Lucky loser | - ALT = Alternate - SE = Special Exempt - PR = Protected Ranking | - w/o = Walkover - r = Ritirato - d = Squalificato |

### Sezione 1
|  | Primo turno | Primo turno    | Primo turno | Primo turno | Primo turno |  |  | Ultimo turno | Ultimo turno  | Ultimo turno | Ultimo turno | Ultimo turno |  |
|  |             |                |             |             |             |  |  |              |               |              |              |              |  |
|  | 1           | Wayne Arthurs  | 7           | 4           | 7           |  |  |              |               |              |              |              |  |
|  |             | Chris Haggard  | 5           | 6           | 6           |  |  | 1            | Wayne Arthurs | 6            | 3            | 7            |  |
|  |             | Andreas Weber  | 6           | 6           | 7           |  |  |              | Andreas Weber | 3            | 6            | 6            |  |
|  | 12          | Andrei Rybalko | 7           | 0           | 5           |  |  |              |               |              |              |              |  |

### Sezione 2
|  | Primo turno | Primo turno        | Primo turno    | Primo turno | Primo turno |  |  | Ultimo turno | Ultimo turno       | Ultimo turno       | Ultimo turno | Ultimo turno |  |
|  |             |                    |                |             |             |  |  |              |                    |                    |              |              |  |
|  |             | Rainer Falenti     | Rainer Falenti | 7           | 7           |  |  |              |                    |                    |              |              |  |
|  | 2           | Carlos Costa       | Carlos Costa   | 6           | 6           |  |  |              | Rainer Falenti     | Rainer Falenti     | 6            | 1            |  |
|  | 11          | Steven Randjelovic | 5              | 6           | 6           |  |  | 11           | Steven Randjelovic | Steven Randjelovic | 7            | 6            |  |
|  |             | Sander Groen       | 7              | 1           | 3           |  |  |              |                    |                    |              |              |  |

### Sezione 3
|  | Primo turno | Primo turno     | Primo turno     | Primo turno     | Primo turno |  |  | Ultimo turno | Ultimo turno    | Ultimo turno    | Ultimo turno | Ultimo turno |  |
|  |             |                 |                 |                 |             |  |  |              |                 |                 |              |              |  |
|  | 3           | Andrej Čerkasov | Andrej Čerkasov | 7               | 7           |  |  |              |                 |                 |              |              |  |
|  |             | Denis Golovanov | Denis Golovanov | 6               | 6           |  |  | 3            | Andrej Čerkasov | Andrej Čerkasov | 6            | 6            |  |
|  |             | Philipp Mullner | Philipp Mullner | Philipp Mullner | 3           |  |  |              | Philipp Mullner | Philipp Mullner | 2            | 1            |  |
|  | 9           | Bobby Kokavec   | Bobby Kokavec   | Bobby Kokavec   | 1r          |  |  |              |                 |                 |              |              |  |

### Sezione 4
|  | Primo turno       | Primo turno       | Primo turno       | Primo turno | Primo turno |  |  | Ultimo turno | Ultimo turno      | Ultimo turno      | Ultimo turno | Ultimo turno |  |
|  |                   |                   |                   |             |             |  |  |              |                   |                   |              |              |  |
|  | 4                 | Álex Calatrava    | 3                 | 7           | 6           |  |  |              |                   |                   |              |              |  |
|  |                   | Jürgen Melzer     | 6                 | 6           | 2           |  |  | 4            | Álex Calatrava    | Álex Calatrava    | 6            | 6            |  |
|  | Konstantin Gruber | Konstantin Gruber | Konstantin Gruber | 6           | 6           |  |  |              | Konstantin Gruber | Konstantin Gruber | 2            | 3            |  |
|  | Will Ritter       | Will Ritter       | Will Ritter       | 1           | 0           |  |  |              |                   |                   |              |              |  |

### Sezione 5
|  | Primo turno | Primo turno         | Primo turno        | Primo turno | Primo turno |  |  | Ultimo turno | Ultimo turno       | Ultimo turno       | Ultimo turno | Ultimo turno |  |
|  |             |                     |                    |             |             |  |  |              |                    |                    |              |              |  |
|  |             | Cristiano Testa     | 7                  | 4           | 6           |  |  |              |                    |                    |              |              |  |
|  | 5           | Marc-Kevin Goellner | 6                  | 6           | 4           |  |  |              | Cristiano Testa    | Cristiano Testa    | 4            | 1            |  |
|  | 8           | Herbert Wiltschnig  | Herbert Wiltschnig | 6           | 6           |  |  | 8            | Herbert Wiltschnig | Herbert Wiltschnig | 6            | 6            |  |
|  |             | Alexander Peya      | Alexander Peya     | 4           | 1           |  |  |              |                    |                    |              |              |  |

### Sezione 6
|  | Primo turno | Primo turno       | Primo turno       | Primo turno | Primo turno |  |  | Ultimo turno | Ultimo turno      | Ultimo turno | Ultimo turno | Ultimo turno |  |
|  |             |                   |                   |             |             |  |  |              |                   |              |              |              |  |
|  | 6           | Francisco Cabello | Francisco Cabello | 6           | 6           |  |  |              |                   |              |              |              |  |
|  |             | Boris Bachert     | Boris Bachert     | 4           | 1           |  |  | 6            | Francisco Cabello | 6            | 3            | 6            |  |
|  | 7           | Dušan Vemić       | Dušan Vemić       | 6           | 6           |  |  | 7            | Dušan Vemić       | 4            | 6            | 1            |  |
|  |             | Jaymon Crabb      | Jaymon Crabb      | 2           | 2           |  |  |              |                   |              |              |              |  |